# Théâtre Vidy-Lausanne

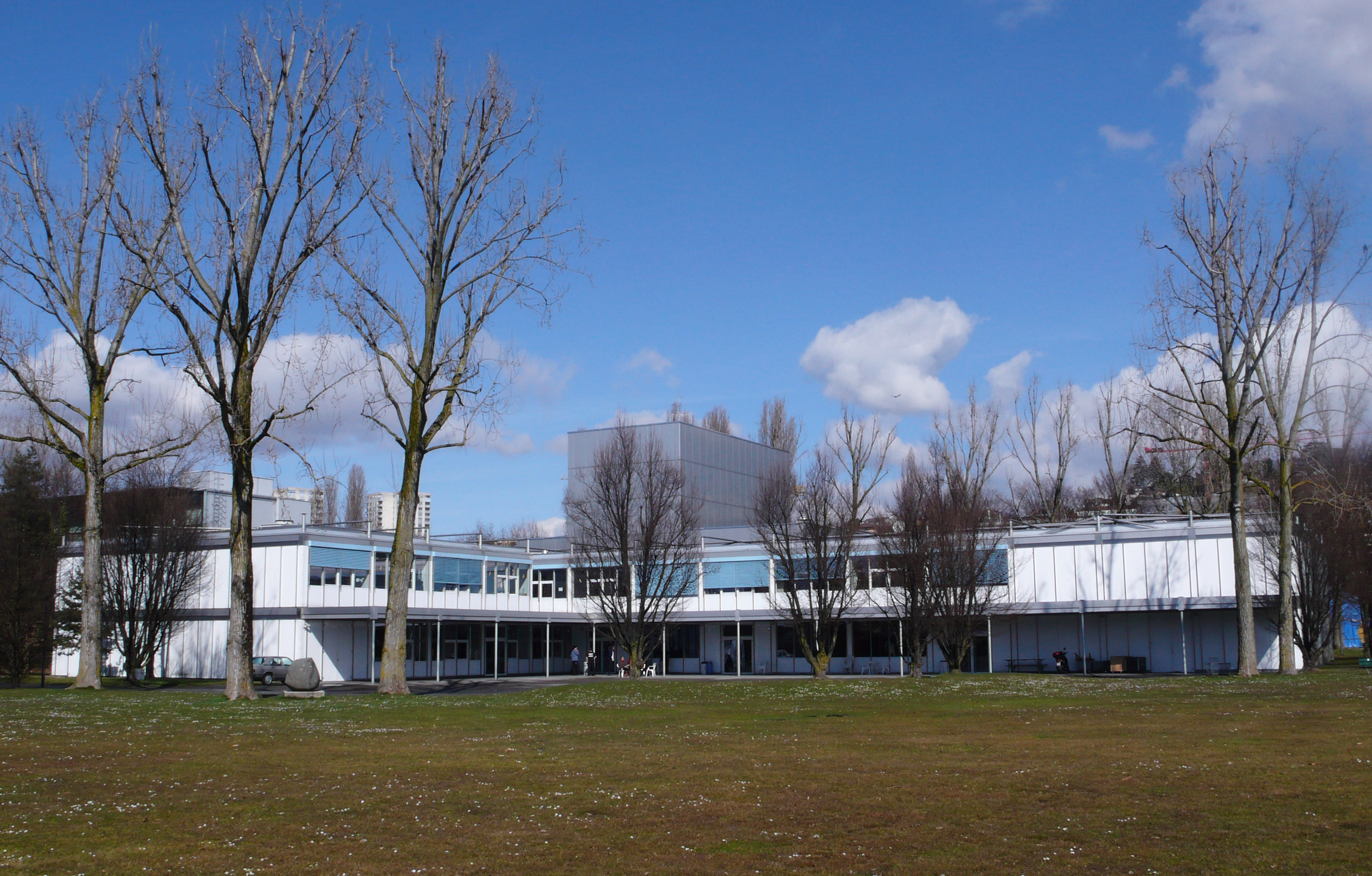
Théâtre Vidy

Das Théâtre de Vidy ist ein Theater im Lausanner Stadtteil Vidy in der Schweiz. Es zählt gemeinhin zu den wichtigsten Theatern des Landes. 

## Geschichte
Das Gebäude wurde für eine sechsmonatige Nutzung auf der Expo 64 vom Zürcher Architekten Max Bill errichtet, danach aber nicht wie vorgesehen abgerissen, sondern weiter bespielt.
Es verfügt über einen grossen Saal (Salle Charles Apothéloz) mit 400 Plätzen, einen kleinen (Passerelle) mit etwas über 100 Plätzen und ein permanentes Zelt vor dem Gebäude (chapiteau) für ca. 200 Zuschauer.
Zahlreiche berühmte Regisseure arbeiteten am Théâtre de Vidy, z. B. Benno Besson, Peter Brook, Matthias Langhoff, Luc Bondy, Heiner Goebbels, Joël Jouanneau, Jacques Lassalle, Robert Wilson.
Pro Jahr werden über 20 Produktionen mit insgesamt mehr als 300 Vorstellungen gespielt. Viele entstehen in Koproduktionen mit anderen Theatern Europas und werden auf Tourneen zum Teil in der ganzen Welt gezeigt.
Das Theater besitzt eigene Werkstätten und einen kleinen Stab von festen Mitarbeitern. Direktor des Theaters bis 2012 war René Gonzalez.